# Serrat de Sant Iscle
El Serrat de Sant Iscle és una muntanya de 890 metres que es troba al municipi de Pinell de Solsonès, a la comarca catalana del Solsonès.
Al cim podem trobar-hi un vèrtex geodèsic (referència 272098001).